# Médaille commémorative pour opérations humanitaires armées
La Médaille commémorative des opérations humanitaires armées (néerlandais : Herinneringsmedaille voor Gewapende Humanitaire Operaties), est une décoration militaire belge. Elle fut instituée le 11 septembre 1987 et est décernée aux soldats et aux membres civils des forces armées belges qui ont participé à une opération humanitaire armée.

## Insigne
La médaille est ronde, en bronze, avec au centre un octogone en émail bleu contenant en son centre une étoile jaune à cinq branches. La médaille est cerclée de 3 fines lignes aux couleurs belges et du texte opérations humanitaires armées - gewapende humanitaire operaties.
Le ruban est bleu azur avec en son centre un fin drapeau belge sur toute la longueur du ruban.
Au ruban est adjoint un ou des plaques de bronze mentionnant les opérations auxquels le récipiendaire a participé.

## Conditions d'attribution
La médaille est décernée aux membres de la défense qui ont participé à une opération humanitaire armée. La liste des opérations prises en compte pour l'attribution de la médaille est incluse dans l'arrêté royal qui a créé la médaille et qui est amendée régulièrement.
Comme pour la Médaille commémorative pour missions ou opérations à l'étranger, une médaille n'est pas attribuée pour chaque opération. Si une personne participe à plus d'une opération, elle pourra rajouter une plaquette de bronze portant le nom de la mission sur le ruban.
L'attribution de la médaille n'est pas automatique. Pour se voir attribuer la médaille, la personne qui rencontre les conditions doit en faire la demande. La médaille est décernée par le département des ressources humaines de la Défense Nationale.